# دی‌متیل پیملیمیدات
دی‌متیل پیملیمیدات (به انگلیسی: Dimethyl pimelimidate) یک ترکیب شیمیایی با شناسه پاب‌کم ۶۵۴۰۳ است. شکل ظاهری این ترکیب، پودر بلورین سفید است.